# Mark of the Mole
Mark of the Mole to album koncepcyjny autorstwa awangardowej grupy The Residents wydany w 1981 roku. Fabuła utworu opowiada historię konfliktu pomiędzy rasą kretów (opisywaną jako ciężko i sumiennie pracujące podziemne społeczeństwo) oraz jałową i hedonistyczną kulturą kleni.

## Fabuła
Po zalaniu wykopanych przez siebie tuneli, krety zmuszone zostały do przemieszczenia się w poszukiwaniu pracy w głąb krainy kleni, które początkowo przywitały krecie społeczeństwo z otwartymi ramionami w związku z własną pogardą dla jakiejkolwiek pracy. Sytuacja szybko ulega diametralnej zmianie po odkryciu dokonanym przez kleni-naukowców którzy wynaleźli maszynę wykonującą krecią pracę, która pozwoli na wykluczenie gości z podwodnej społeczności. Wynalazek ten spowodował wybuch konfliktu między dwoma społecznościami – zarówno w warstwie muzycznej, jak i w oprawie graficznej albumu nie pada jednak ani jedno słowo dotyczące zakończenia sporu i strony, która wygrała konflikt.
Premierze płyty towarzyszyła pierwsza ogólnoświatowa trasa koncertowa zespołu, planowano wydać również grę wideo na platformę Atari 2600, do jej wydania nigdy jednak nie doszło.
Album jest pierwszą częścią „kreciej trylogii”, historia konfliktu kontynuowana jest na albumach The Tunes of Two Cities (oznaczonym jako druga część trylogii) oraz The Big Bubble (towarzyszący mu podtytuł określił płytę „czwartą częścią kreciej trylogii”). Dopełnieniem historii konfliktu jest wydana w 1983 roku EP-ka zatytułowana Intermission zawierająca przerywniki odtwarzane z taśmy podczas koncertów z trasy The Mole Show (materiał z tej płytki został dołączony do reedycji płyty Mark of the Mole z 1987 roku).

## Lista utworów
1. Voices of the Air
2. The Ultimate Disaster
  1. Won’t You Keep Us Working? Working Down Below?
  2. First Warning
  3. Back to Normality?
  4. The Sky Falls!
  5. Why Are We Crying?
  6. The Tunnels Are Filling
  7. It Never Stops
3. Migration
  1. March to the Sea
  2. The Observer
  3. Hole-Worker’s New Hymn
4. Another Land
  1. Rumors
  2. Arrival
  3. Deployment
  4. Saturation
5. The New Machine
  1. Idea
  2. Construction
  3. Failture/Reconstruction
  4. Success
6. Final Confrontation
  1. Driving the Moles Away
  2. Don’t Tread on Me
  3. The Short War
  4. Resolution?

- utwory dodatkowe (tylko na kompaktowej reedycji z 1987 roku)

1. Lights Out (Prelude)
2. Shorty’s Lament (Intermission)
3. The Moles Are Coming (Intermission)
4. Would We Be Alive? (Intermission)
5. The New Hymn (Recessional)